# Ivor Guy
Ivor Guy (sinh ngày 27 tháng 2 năm 1926 tại Chipping Sodbury và mất ngày 1 tháng 9 năm 1986 tại Bristol) là một cầu thủ bóng đá người Anh từng thi đấu ở vị trí hậu vệ phải. Ông có hơn 400 lần ra sân ở Football League những năm sau Thế chiến thứ II.

## Sự nghiệp
Ivor Guy sinh ra ở Chipping Sodbury thi đấu tại địa phương cho Hambrook Villa. Bob Hewison ký hợp đồng với Guy vào tháng 8 năm 1944 từ Hambrook Villa cho Bristol City.

## Danh hiệu
cùng với Bristol City
- Vô địch Football League Third Division South: 1954–55